# قائمة رؤساء الدول والحكومات من أصل عربي
هذه قائمة برؤساء الدول ورؤساء حكومات الدول ذات السيادة من أصل عربي، بخلاف رؤساء دول وحكومات الدول الأعضاء في جامعة الدول العربية. لا تشمل هذه القائمة رؤساء الدول والحكومات بالنيابة.

## رؤساء الدول ورؤساء الحكومات
| #  | الاسم (الميلاد―الوفاة)              | الصورة | المنصب                   | المسمى     | الدولة              | الفترة        | الفترة         | المدة              | مسقط رأسه              | مراجع         |
| -- | ----------------------------------- | ------ | ------------------------ | ---------- | ------------------- | ------------- | -------------- | ------------------ | ---------------------- | ------------- |
| 1  | خوليو سيزار طربيه أيالا (1916–2005) |        | رئيس كولومبيا            | رأس الدولة | كولومبيا            | 7 أغسطس 1978  | 7 أغسطس 1982   | 4 سنوات و0 أيام    | تنورين، لبنان          | [ 1 ]         |
| 2  | إدوارد سياغا (1930–2019)            |        | رئيس وزراء جامايكا       | رئيس حكومة | جامايكا             | 1 نوفمبر 1980 | 10 فبراير 1989 | 8 سنوات و101 أيام  | لبنان                  | [ 2 ] [ 3 ]   |
| 3  | سليم أحمد سليم (مواليد 1942)        |        | رئيس وزراء تنزانيا       | رئيس حكومة | تنزانيا             | 24 أبريل 1984 | 5 نوفمبر 1985  | 1 سنة و195 أيام    | زنجبار (له أصل عماني)  | [ 4 ]         |
| 4  | سعيد موسى (مواليد 1944)             |        | رئيس وزراء بليز          | رئيس حكومة | بليز                | 28 أغسطس 1998 | 8 فبراير 2008  | 10 سنوات و72 أيام  | البيرة، فلسطين         | [ 5 ]         |
| 5  | كارلوس منعم (1930–2021)             |        | رئيس الأرجنتين           | رأس الدولة | الأرجنتين           | 8 يوليو 1989  | 10 ديسمبر 1999 | 10 سنوات و125 أيام | يبرود، سوريا           | [ 6 ] [ 7 ]   |
| 6  | عبد الله بوكرم (مواليد 1952)        |        | رئيس الإكوادور           | رأس الدولة | الإكوادور           | 10 أغسطس 1996 | 6 فبراير 1997  | 180 أيام           | لبنان                  | [ 8 ] [ 9 ]   |
| 7  | كارلوس روبرتو فلوريس (مواليد 1950)  |        | رئيس هندوراس             | رأس الدولة | هندوراس             | 27 يناير 1998 | 27 يناير 2000  | 2 سنوات و0 أيام    | فلسطين                 | [ 10 ]        |
| 8  | جميل معوض (مواليد 1949)             |        | رئيس الإكوادور           | رأس الدولة | الإكوادور           | 10 أغسطس 1998 | 21 يناير 2000  | 1 سنة و164 أيام    | لبنان                  | [ 9 ]         |
| 9  | أنطونيو سقا (مواليد 1965)           |        | رئيس السلفادور           | رأس الدولة | السلفادور           | 1 يونيو 2004  | 1 يونيو 2009   | 5 سنوات و0 أيام    | بيت لحم، فلسطين        | [ 11 ] [ 12 ] |
| 10 | ميشال تامر (مواليد 1940)            |        | رئيس البرازيل            | رأس الدولة | البرازيل            | 12 مايو 2016  | 1 يناير 2019   | 2 سنوات و234 أيام  | بتعبورا، لبنان         | [ 13 ] [ 14 ] |
| 11 | ماريو عبده بينيتز (مواليد 1971)     |        | رئيس باراغواي            | رأس الدولة | باراغواي            | 15 أغسطس 2018 | 15 أغسطس 2023  | 5 سنوات و0 أيام    | لبنان                  | [ 15 ] [ 16 ] |
| 12 | نجيب بقيلة (مواليد 1981)            |        | رئيس السلفادور           | رأس الدولة | السلفادور           | 1 يونيو 2019  | في المنصب      | 6 سنوات و79 أيام   | القدس وبيت لحم، فلسطين | [ 17 ] [ 18 ] |
| 13 | لويس أبي نادر (مواليد 1967)         |        | رئيس جمهورية الدومينيكان | رأس الدولة | جمهورية الدومينيكان | 16 أغسطس 2020 | في المنصب      | 5 سنوات و3 أيام    | بسكنتا، لبنان          | [ 19 ] [ 20 ] |